# 트롤의 습격
《트롤의 습격》(영어: Troll)은 2022년 공개된 노르웨이의 액션, 모험, 판타지 영화이다.

## 배역

### 주연
- 이네 마리 빌만 - 노라 역
- 킴 S. 팔크-요옌센 - 안드레아스 역
- 매즈 소요가드 피터센 - 크리스토퍼 역
- 가드 B. 에이드스볼드 - 토비아스 역